# David Borvall
David Borvall, född 5 september 1989, är en svensk före detta bandymålvakt. Hans moderklubb är Bollnäs GoIF, och han representerade under sin karriär även Gais Bandy, IFK Kungälv, Villa Lidköping BK, IFK Vänersborg och Vetlanda BK. Han spelade även U23- och U19-landskamper för Sverige.